# Wang Chong (filosoof)
Wang Chong (Chinees: 王充) (Shaoxing, 27 – ca. 97 n.Chr.) was een Chinees filosoof uit de Han-dynastie. Hij ontwikkelde een skeptisch materialisme, dat ook als naturalistisch en rationalistisch wordt getypeerd. Hij wilde komaf maken met dogma's en bijgeloof.

## Leven
Volgens zijn autobiografie kwam Wang Chong uit een zeer bescheiden milieu en was hij een autodidact die zijn kennis opdeed in boekenwinkeltjes. Hij nam deel aan de staatsexamens en bereikte de graad van gongshi, maar hield deze positie niet lang. Hij trok zich terug en schreef een aantal werken, waarvan alleen de compilatie Lunheng is overgeleverd.

## Lunheng
Zijn overgeleverde werk is de Afweging van theorieën of Balans der vertogen ('Lunheng' 論衡). Onder de 85 hoofdstukken zijn een kritiek op de persoonlijke tekortkomingen van Confucius, een betoog dat onweer willekeurig slachtoffers maakt en geen hemelse straf is, een essay Natuurlijkheid ('Ziran') en op het einde een autobiografie, waarvan het auteurschap niet helemaal vaststaat. Naast zijn kritiek ontwikkelde Wang Chong eigen concepten, zoals de autonome transformatie, en een ethiek. Ook astronomie en natuurkunde komen aan bod.

## Invloed
De filosofie van Wang Chong was niet invloedrijk. Zijn werk is vooral bewaard vanwege het encyclopedische karakter. Van de 9e tot de 11e eeuw kende het een bescheiden heropleving, bijvoorbeeld in de Wunengzi. De echte herontdekking gebeurde in de 19e en 20e eeuw. Hij werd gezien als een voorloper van de moderne wetenschap.

## Uitgaven en vertalingen
- Wang Ch'ung, Lun-Hêng, vert. Alfred Forke [1907-1911], New York, Paragon Book Gallery, 2 dln., 1962
- Beijing Daxue lishixi Lun heng zhushi xiaozu 北京大學歷史系論衡注釋小組, ed. comm. Lun heng zhushi 論衡注釋, 4 vols., Beijing, Zhonghua shuju, 1979
- Wang Chong, Balance des discours. Traités philosophiques, vert. Nicolas Zufferey, 2019. ISBN 2251450270

## In Nederlandse vertaling
- Jan Bor en Karel van der Leeuw, 25 eeuwen oosterse filosofie. Teksten, toelichtingen, 2003, p. 232-242 (fragmenten uit Lunheng)
- "Misvattingen over onweer", vert. Kees den Braber, in: Het trage vuur, december 2007, p. 36-45 (hoofdstuk 23 uit Lunheng)